# Milton Wagner
Milton Wagner é um ex-jogador de basquete norte-americano que foi campeão da Temporada da NBA de 1987–88 jogando pelo Los Angeles Lakers.